# نوكازوكه

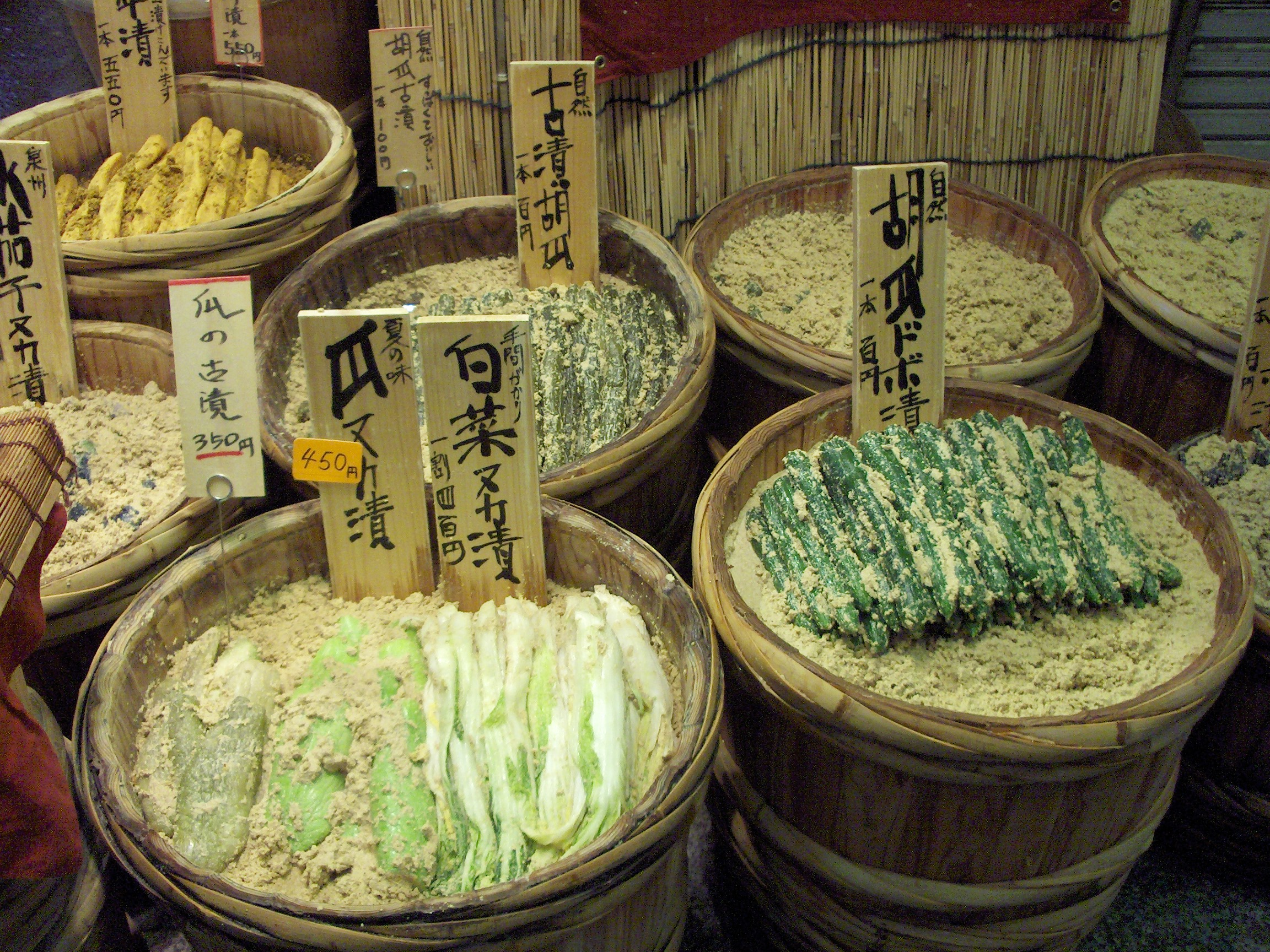
نوكازوكه في محل المخللات

نوكازوكه (باليابانية: 糠漬け) هو نوع من الأطعمة اليابانية المحفوظة، التي يتم تصنيعها عن طريق تخمير الخضروات في نخالة الأرز (نوكا)، والتي تم تطويرها في القرن السابع عشر.
يمكن حفظ أي خضروات تقريبًا باستخدام هذه التقنية، على الرغم من أن بعض الأصناف الشائعة تشمل الباذنجان، والدايكون، والملفوف، والجزر، والخيار. يمكن أن يختلف طعم نوكازوكه من المنعش إلى الحامض جدًا والمالح واللاذع، اعتمادًا على الطرق والوصفة المستخدمة أو المنطقة، وعادةً ما يكون ذو ملمس مقرمش. والأصناف الأقل شيوعًا هي أسماك نوكازوكه، الموجودة في الجزء الشمالي من اليابان، وتشمل السردين، والإسقمري، وبطارخ سمك فوغ، أو الإسقمري الياباني.
تعتبر المخللات جزءًا مهمًا من النظام الغذائي الياباني، وغالبًا ما يتم تناولها في نهاية الوجبة ويقال إنها تساعد في عملية الهضم. بكتيريا حمض اللاكتيك الموجودة في نوكازوكه هي بروبيوتيك تساعد البكتيريا المعوية. هذه البكتيريا مسؤولة أيضًا عن إنتاج حمض الفوليك وفيتامين بي 12 في نوكازوكه. علاوة على ذلك، نظرًا لأن نوكازوكه يمتص العناصر الغذائية من نخالة الأرز، فهو يحتوي على نسبة عالية من فيتامين ب1، مما ساعد على منع الإصابة بمرض البري بري في إيدو في القرن السابع عشر (طوكيو حاليًا).
تقليديا، تم استخدام أحواض الأرز اليابانية (أوك) لتخمير المخللات. في الوقت الحاضر، أصبحت الحاويات الخزفية أو البلاستيكية أكثر شيوعًا.

## التحضير
يتضمن نوكازوكه أسلوبًا تقليديًا للتخليل باستخدام هريس مصنوع من نخالة الأرز الجافة والمحلول الملحي. الخضروات المستخدمة غالبًا هي الخيار والدايكون والباذنجان والجزر واللفت. يتم دفنها بالكامل في الهريس ويمكن تركها لمدة يوم واحد (للحصول على مخلل سريع) أو لمدة خمسة أيام أو أكثر لإثراء النكهة، على الرغم من أنه يجب تقليب الهريس والخضروات كل يوم. تقليديا، يتم ذلك بالأيدي العارية.
يتم خلط نخالة الأرز أولاً في وعاء مع الملح وأعشاب كومبو البحرية والماء. يمكن أيضًا إضافة مكونات إضافية مثل الزنجبيل أو الجعة أو الساكي أو الفلفل الحار أو الثوم أو قشور الكاكي أو التفاح أو مسحوق بذور الخردل. تساهم هذه المكونات في إضافة النكهة الفريدة لنوكازوكه، ولكنها تساعد أيضًا في بدء عملية التخمر ومنع نمو الكائنات الحية الدقيقة غير المرغوب فيها.
الهريس الناتج، المسمى نوكاميسو أو نوكادوكو، له قوام مشابه للرمل الرطب أو الحبيبات المطبوخة. وما لم يتم استخدام عينة نوكا ثابتة لبذر دفعة جديدة، فإن المستعمرات المنتجة لحمض اللبنيك المنتشرة في كل مكان والضرورية لعملية التخمير يجب أن تأتي من مصادر مثل قشور الخضروات البادئة أو من أيدي الإنسان. تتم إضافة بقايا الخضروات أو قشور التفاح أو قشور البرسيمون إلى حوض النوكا يوميًا لمدة بضعة أيام على الأقل حتى يتم إنشاء بيئة التخمير. في هذه المرحلة، يكون حوض النوكا "حيًا"، مما يعني أنه يحتوي على بيئة كائنات حية وحيدة الخلية، معظمها العصيات اللبنية والخميرة. على الرغم من أنه يمكن صنع نوكازوكه من الصفر، إلا أن قليلًا من النوكا المتبلة جيدًا من دفعة قديمة غالبًا ما يتم استخدامها "لزرع" دفعة جديدة.
عندما لا يمكن العثور على نخالة الأرز، فالبدائل مثل نخالة القمح أو حتى رقائق الذرة تعمل بشكل جيد.
يجب تقليب حوض النوكا جيدًا يوميًا لمنعه من التعفن أو الإصابة بالحشرات. الحموضة ومحتوى الملح والأكسجين الذي يوفره التحريك اليومي يمنع الميكروبات السامة من النمو في الحوض. يوصى عالميًا أن يتم هذا التحريك اليومي بأيدي نظيفة. اعتمادًا على حجم الحاوية المستخدمة، يمكن تخزين طبقة النوكا مؤقتًا في الثلاجة لمدة تصل إلى أسبوعين، عندما لا يكون التقليب اليومي ممكنًا.
بمجرد إنشاء مزارع التخمير، عادةً ما تنتج طبقة النوكا رائحة فريدة ومعقدة يمكن وصفها بأي شيء من "الخميرة" إلى "الترابية". في هذه المرحلة، يتم التخلص من الخضروات البادئة (القشور، وما إلى ذلك) ويتم دفن الخضروات المخللة في الحوض لمدة لا تقل عن بضع ساعات إلى عدة أشهر للحصول على نكهة قوية جدًا. البعض يوصي بحد أقصى لوقت التخليل لمدة شهر واحد. آخرون إلى أنه يمكن ترك المخللات لسنوات في حوض نوكا محفوظ جيدًا. قد تشير الروائح الكريهة مثل الرائحة "الحامضة" أو "الكريهة" إلى وجود مشكلة في حوض النوكا.
تتم إضافة كميات إضافية من نخالة الأرز والملح من وقت لآخر، ويوصي البعض بالتخلص من أجزاء من النوكا القديمة لإفساح المجال للجديدة. يتم توفير المياه عادة عن طريق الخضروات المدفونة في الحوض. مع الصيانة المناسبة، يمكن الاحتفاظ بأحواض نوكا إلى أجل غير مسمى وغالبًا ما يتم تناقلها من جيل إلى جيل. يتم تقدير احواض نوكا القديمة لنكهتها الدقيقة.
لأن العملية تعتمد على مستعمرات الكائنات الحية، يمكن أن تختلف النكهات والروائح بشكل كبير من يوم لآخر وتتباطأ عملية التخمير في الطقس البارد.
عندما تصبح مخللات نوكازوكه جاهزة، تتم إزالتها من الحوض، وغسلها بالماء البارد النظيف، وتقطيعها إلى شرائح وتقديمها كطبق جانبي للوجبات اللذيذة.
في بعض الأحيان يتم استخدام الأوزان المصنوعة من المعدن أو الحجر أو أباريق الماء للحفاظ على حوض النوكا تحت الضغط، وسحب الماء من الخضروات وتسريع عملية التخمير.
من المعروف أن احواض نوكا تكتسب نكهات خفية من البيئة المحيطة، وبالتالي لا ينبغي تخزينها في مناطق متعفنة.
تاكوان (دايكون مخلل) هو أحد أنواع نوكازوكه. يستخدم التاكوان التقليدي الدايكون المجفف بالشمس، ومع ذلك، غالبًا ما يتم تحضير التاكوان بالسكر لتقليل وقت التخليل.